# Ruien
Ruien est une section de la commune belge de Kluisbergen située en Région flamande dans la province de Flandre-Orientale. Anciennement Ruyen. C'était une commune à part entière avant la fusion des communes de 1971.
La commune accueille la plus grande centrale thermique de Belgique, la centrale électrique de Ruien (Elektriciteitscentrale van Ruien en néerlandais) du groupe énergétique franco-belge Electrabel-GDF Suez. Construite en 1958 sur la rive droite de l'Escaut, elle a une puissance installée de 800 mégawatts.

## Démographie

### Évolution démographique

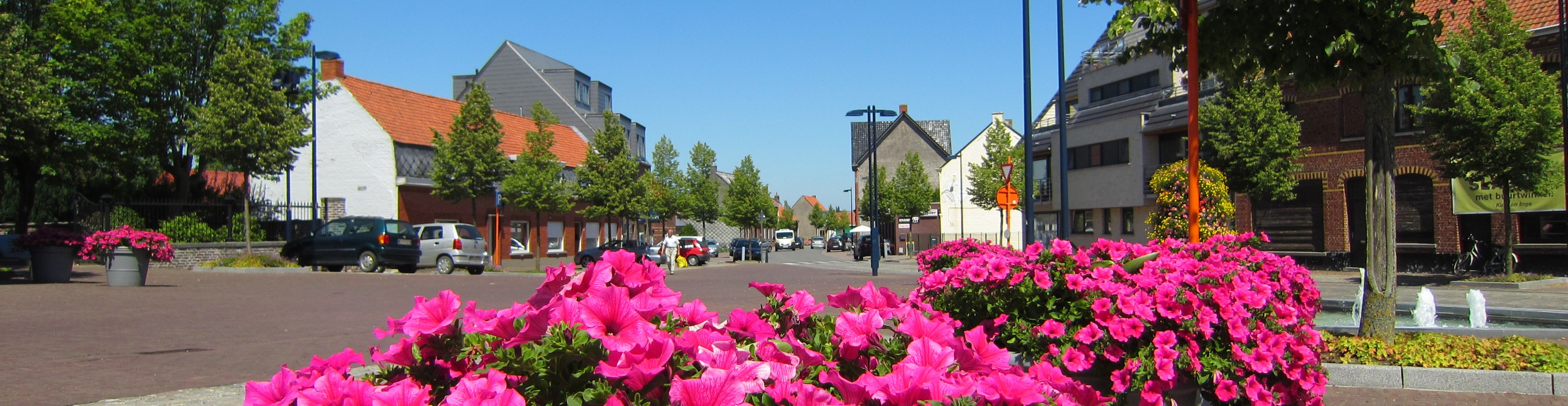
Ruien

- Sources : INS, Rem. : 1831 jusqu'en 1961 = recensements[2].

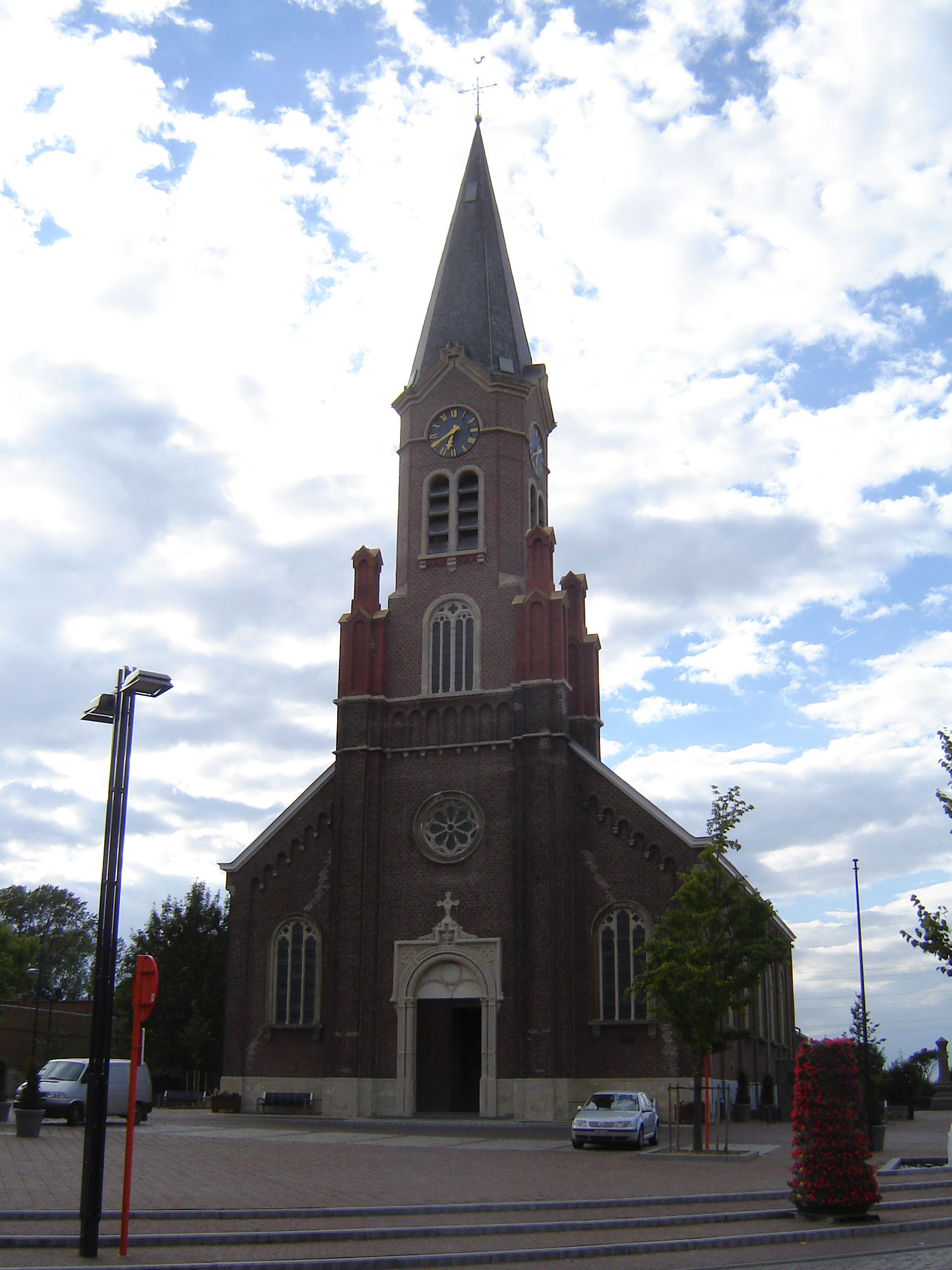
L'Église
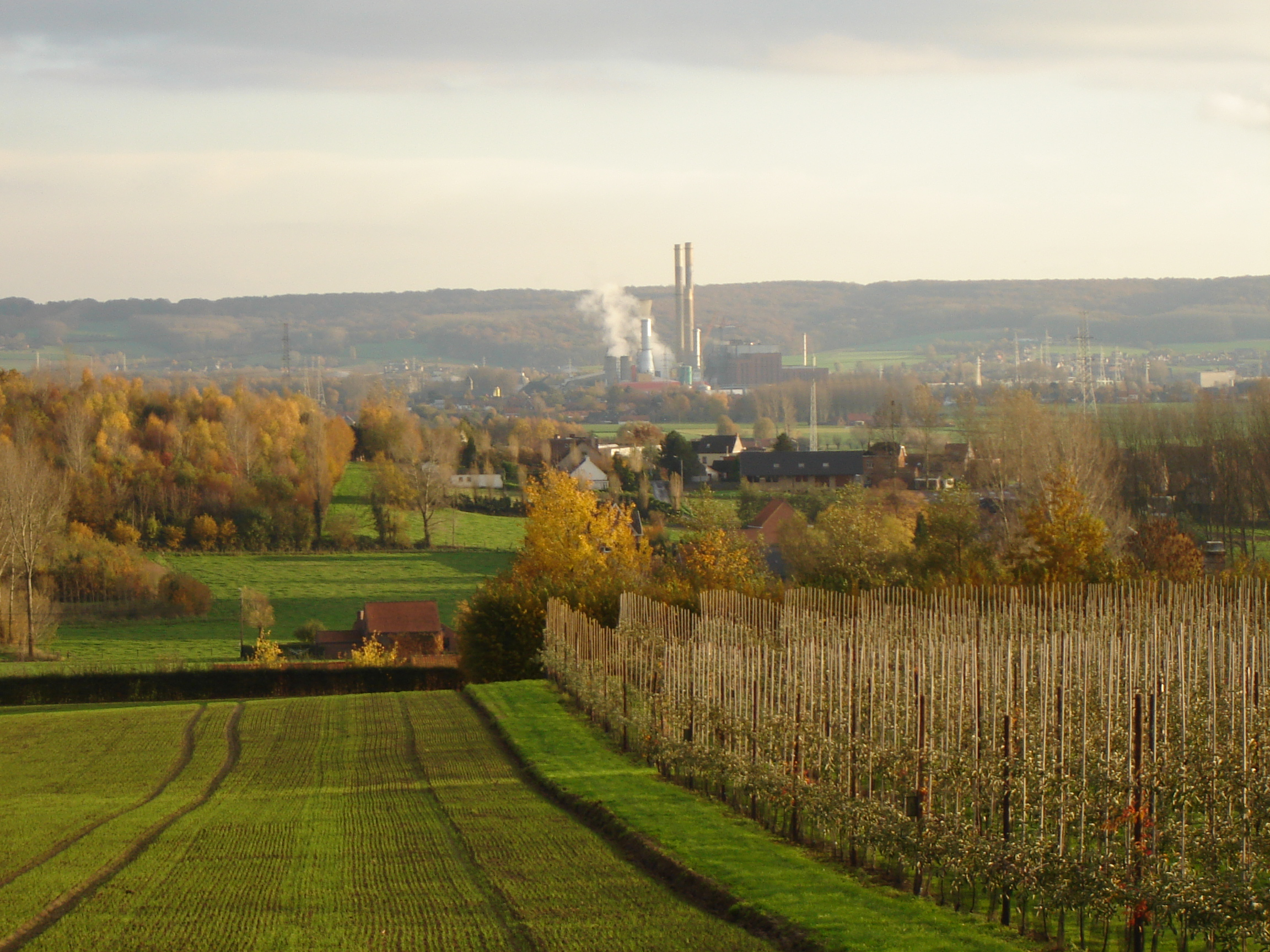
La centrale électrique de Ruien et la campagne environnante, vues de Tiegemberg
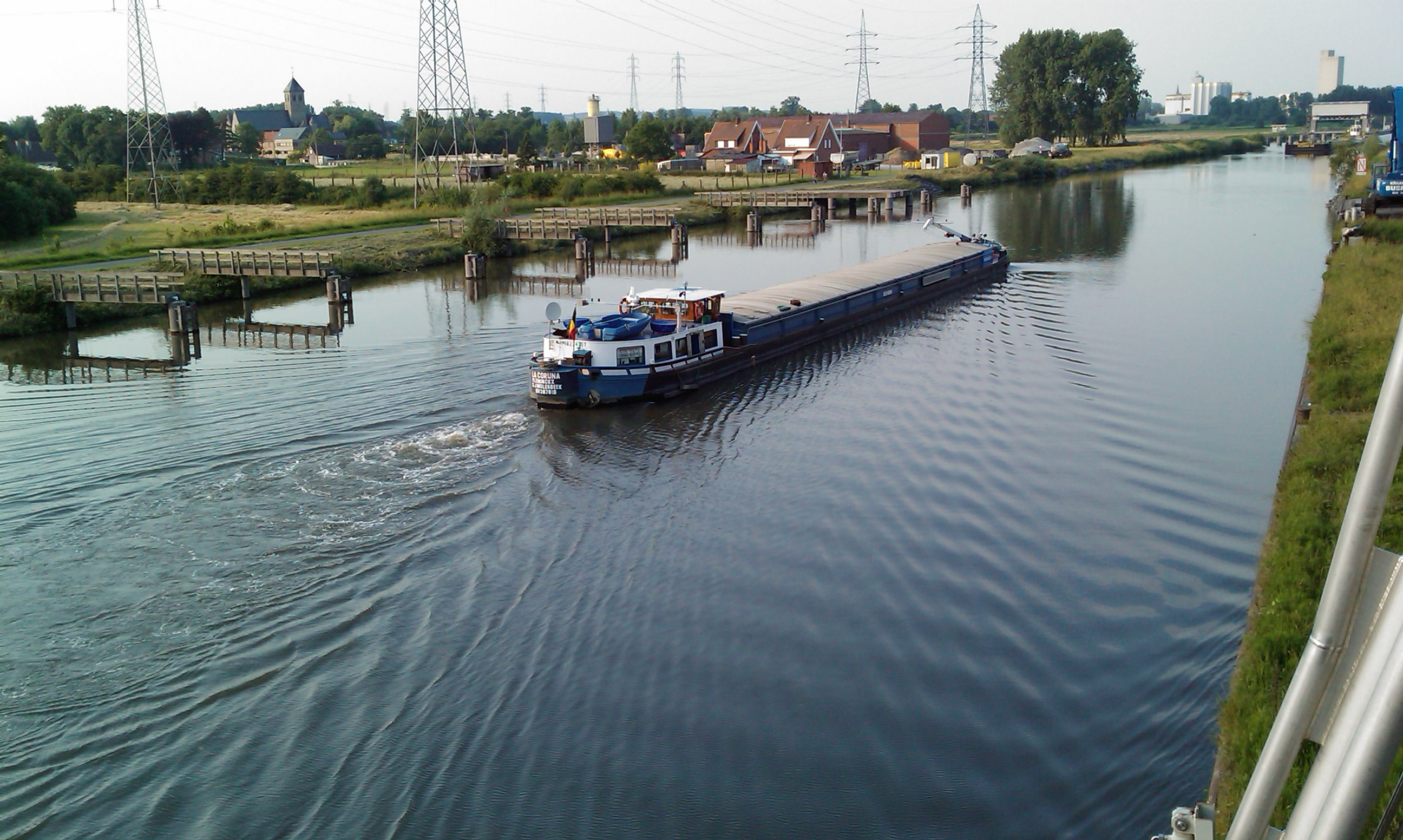
L'Escaut à Ruien
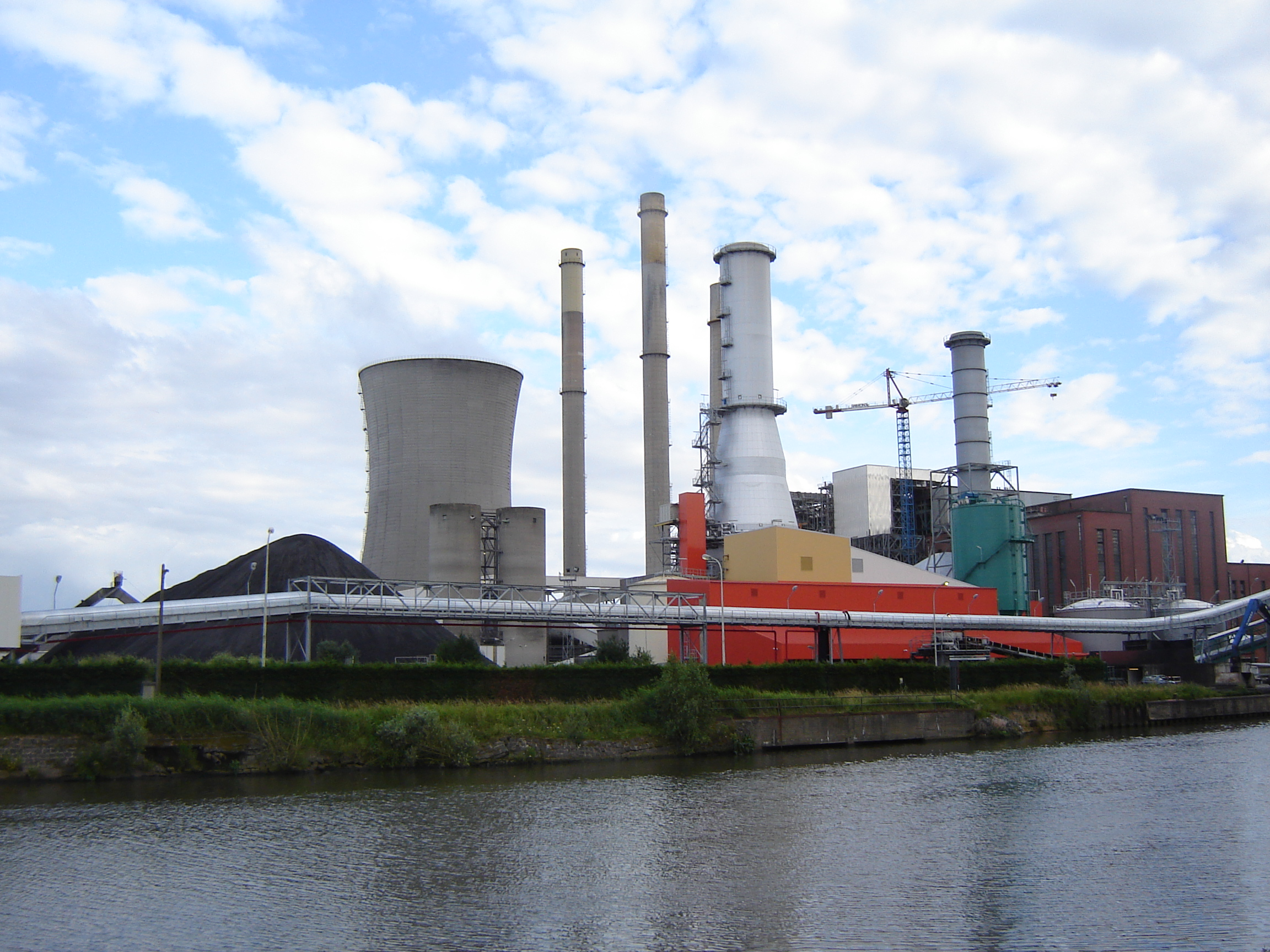
La centrale électrique